# Horst John
Horst John (* 2. Juni 1922 in Chemnitz) ist ein deutscher ehemaliger Oberstleutnant und Arbeitsgruppenleiter des Ministeriums für Staatssicherheit (MfS) der Deutschen Demokratischen Republik (DDR). Von 1971 bis 1987 war er Leiter der Arbeitsgruppe zur „Sicherung des Leistungssports“ in der Hauptabteilung XX des MfS.

## Leben
John schloss 1936 die Volksschule ab und erlernte den Beruf des kaufmännischen Angestellten. 1941 wurde er im Reichsarbeitsdienst dienstverpflichtet und 1943 in die Wehrmacht eingezogen. Er kämpfte an der deutschen Ostfront und geriet 1945 in sowjetische Kriegsgefangenschaft. In der Gefangenschaft besuchte er eine Antifa-Schule.
Nach seiner Rückkehr nach Deutschland wurde John 1949 Planungsleiter bei der Handelsorganisation (HO). 1950 trat er in die Sozialistische Einheitspartei Deutschlands (SED) ein. 1952 ging er zum MfS.
Anfangs war John in der Kreisdienststelle Schwarzenberg eingesetzt, wurde aber schon 1953 zur Bezirksverwaltung Chemnitz versetzt, wo er Mitarbeiter der Abteilung VI, zuständig für den Staatsapparat, wurde. Nach einem einjährigen Lehrgang an der Bezirksparteischule der SED wurde er in die MfS-Zentrale in Ost-Berlin versetzt. 1954 wurde John Mitarbeiter der Hauptabteilung V, zuständig für den Staatsapparat. 1956 wurde er Leiter des Sekretariats dieser Abteilung. 
Von 1960 bis 1965 absolvierte John ein Fernstudium an der Karl-Marx-Universität Leipzig und erwarb den Abschluss als Diplom-Journalist.
Von 1962 bis 1964 war John Leiter der Arbeitsgruppe Information bei der Hauptabteilung V und wurde dann Leiter der Arbeitsgruppe beim Stellvertreter des Ministers Bruno Beater. 1971 wechselte er als Offizier im besonderen Einsatz in die Hauptabteilung XX und wurde Leiter der Arbeitsgruppe zur Sicherung des Leistungssports und politischer Mitarbeiter im Büro zur Förderung des Sports, welches beim Staatssekretariat für Körperkultur und Sport angesiedelt war. 1977 wurde er zum Oberstleutnant befördert. 1987 ging er in Rente.